# Miroslav Toman
Miroslav Toman (ur. 6 lutego 1960 w m. Žatec) – czeski przedsiębiorca rolny i działacz gospodarczy, prezes organizacji rolniczych, w latach 2002–2006 wiceminister rolnictwa, w latach 2013–2014 i 2018–2021 minister rolnictwa.

## Życiorys
Absolwent Wyższej Szkoły Rolniczej w Pradze (1983). Przez trzy lata pracował jako zootechnik, następnie do 1990 był asystentem na macierzystej uczelni, uzyskując stopień kandydata nauk. Od 1990 związany z biznesem jako współwłaściciel i członek organów kierowniczych różnych przedsiębiorstw, działających głównie w branży rolnej. Od 1996 do 2001 był urzędnikiem w ambasadach Czech w Waszyngtonie i Bratysławie.
W latach 2002–2004 pełnił funkcję wiceministra, a od 2004 do 2006 pierwszego wiceministra w resorcie rolnictwa. W 2007 wybrany na prezesa Czeskiej Izby Żywności. W lipcu 2013 stanął na czele Ministerstwa Rolnictwa w technicznym rządzie, którym kierował Jiří Rusnok. Urząd ministra sprawował do stycznia 2014. Wcześniej w wyborach w 2013 bezskutecznie startował do Izby Poselskiej z ramienia Partii Praw Obywateli – Zemanowcy.
W marcu 2014 zastąpił Jana Velebę na stanowisku prezesa Izby Rolniczej Republiki Czeskiej. W czerwcu 2018 z rekomendacji Czeskiej Partii Socjaldemokratycznej ponownie został ministrem rolnictwa, wchodząc w skład drugiego rządu Andreja Babiša. Urząd ten sprawował do grudnia 2021.